# Claus Schick (Politiker, 1968)
Claus René Schick (* 1968 in Antwerpen) ist ein deutscher Politiker (SPD). Seit September 2022 ist er Abgeordneter im Landtag Rheinland-Pfalz.

## Leben
Schick ist Energieanlagenelektroniker. Er ist verheiratet und hat vier Kinder.

## Politik
Schick ist Mitglied der SPD. Seit 2009 ist er ehrenamtlicher Ortsvorsteher von Lachen-Speyerdorf, einem Ortsbezirk von Neustadt an der Weinstraße. Ebenfalls seit 2009 ist er Mitglied des Stadtrates von Neustadt an der Weinstraße. Seit 2014 ist er zudem bürgerschaftliches Mitglied der SPD-Fraktion im Bezirkstag Pfalz.
Bei der Landtagswahl in Rheinland-Pfalz 2021 kandidierte Schick als Ersatzbewerber von Giorgina Kazungu-Haß im Wahlkreis Neustadt an der Weinstraße. Nachdem Kazungu-Haß ihr Mandat niedergelegt hatte, rückte Schick am 1. September 2022 für sie in den Landtag nach.